# آخر علم طائر
آخر علم طائر (بالإنجليزية: Last Flag Flying) هو فيلم دراما كوميدي تم إنتاجه في الولايات المتحدة وصدر في سنة 2017. الفيلم من إخراج ريتشارد لينكليتر، ومن بطولة ستيف كارل وبراين كرانستون ولورنس فيشبورن.

## القصة
بعد مرور 30 عامًا على خدمتهم معًا في حرب فيتنام، يجتمع من جديد كلًا من مسعف سلاح البحرية السابق (لاري) مع جندي البحرية (سال) والكاهن (مويلير)، من أجل دفن جندي البحرية الشاب الصغير ابن (لاري) الذي قتل في العراق، حيث رفض (لاري) أن يتم دفنه في مقبرة أرلينجتون، ويريد أن يأخذ نعشه في جولة من أجل دفنه في مكان آخر.

## قائمة الممثلين
- ستيف كارل بدور: الدكتور لاري
- براين كرانستون بدور: سال نيلون
- لورنس فيشبورن بدور: ريتشارد مولر
- سيسلي تايسون بدور: السيدة هايتور
- يول فازكيز بدور: الملازم ويليتس
- ج. كوينتون جونسون بدور: جندي البحرية تشارلي واشنطن

## الميزانية والإيرادات
حقق إيرادات تقدر بـ 1.06 مليون دولار.

## روابط خارجية
- آخر علم طائر على موقع IMDb (الإنجليزية)
- آخر علم طائر على موقع ميتاكريتيك (الإنجليزية)
- آخر علم طائر على موقع روتن توميتوز (الإنجليزية)
- آخر علم طائر على موقع ألو سيني (الفرنسية)
- آخر علم طائر على موقع أول موفي (الإنجليزية)
- آخر علم طائر على موقع بوكس أوفيس موجو (الإنجليزية)
- آخر علم طائر على موقع فيلمافينيتي (الإسبانية)
- آخر علم طائر على موقع قاعدة بيانات الفيلم (الإنجليزية)
- آخر علم طائر على موقع ليتربوكسد (الإنجليزية)
- آخر علم طائر على موقع كينوبويسك (الروسية)